# Будзыньский, Станислав Янович
Станислав Янович Будзыньский (пол. Stanislaw Budzyński; партийный псевдоним — Стах, 1894—1937) — польский и русский революционный деятель.

## Биография
Родился 9 сентября 1894 года в Варшаве.
Член Социал-демократии Королевства Польского и Литвы (СДКПиЛ) с 1912 года. Член РСДРП(б) с 1916 года. В 1917 году был делегатом 7-й (апрельской) конференции РСДРП(б), членом Военного Бюро при Московском комитете РСДРП(б), членом полкового комитета 55-го запасного пехотного полка. В октябре 1917 года Будзыньский — член Московского совета солдатских депутатов и член Замоскворецкого военно-революционный комитет (с 25 октября — кандидат в члены Московского ВРК).
Во время Октябрьской революции 1917 года он привел солдат своего полка на охрану Моссовета. Участвовал в боях за штаб Московского военного округа на Пречистенке, в разоружении Александровского военного училища на Знаменке. В ноябре 1917 года был председателем солдатской секции Моссовета, членом Президиума Моссовета. В дек. 1917 — марте 1918 годов — нарком по делам социального обеспечения Москвы.
С октября 1918 года комиссар «Западной» стрелковой дивизии Западного фронта.
В 1918—1920 годах находился на нелегальной работе в Варшаве. После возвращения в 1920 году в РСФСР, находился на партийной работе. С 1928 года — член ЦК Компартии Западной Белоруссии. В 1930—1934 годах — член бюро ЦК компартии Белоруссии, редактор белорусской газеты «Звязда» («Звезда»). С 1934 года — профессор, заведующий кафедрой ленинизма Международной ленинской школы в Москве. Также преподавал в Высшей партийной школе им. Свердлова ЦК ВКП(б). Был репрессирован и расстрелян 22 августа 1937 года.
Жил в Москве в Большом Афанасьевском переулке, 37/39. Был похоронен на Донском кладбище. 29 апреля 1955 г. посмертно реабилитирован ВКВС СССР.